# ابنة عامل المناجم (فلم)
ابنة عامل المناجم (بالإنجليزية: Coal Miner's Daughter) هو فيلم سيرة ذاتية أُصدر في الولايات المتحدة وصدر في سنة 1980.

## طاقم التمثيل
- سيسي سبيسك
- تومي لي جونز
- ليڤون هيلم
- Beverly D' Angelo

## القصة
عبارة عن فتاة تزوجت في الرابعة عشر من عمرها وأنجبت طفلا، ثم انتقلت هي وزوجها من كنتاكي إلى بوسطن، وبعد أربعة أعوام أنجبت ثلاثة أطفال اخرين، وفي ليلة من الليالي سمعها زوجها وهي تغني لأطفالها حتى يناموا، فانبهر من صوتها وأعجبته طريقة غنائها، فاشترى لها غيتارًا كهدية لعيد ميلاد زواجهما، ومع الأيام أصبحت تغني وتتمرن عليه. وفي ليلة من الليالي خرج الزوجان إلى إحدى الحانات، طلب دو من العازف ان يعطي الإيتار للوريتا وأخبره ان صوتها جميل جدا، وعندما صعدت حتى تغني، انبهر الموجودين بصوتها، فقرر دو «حسب رأي الناس» إنشاء أسطوانة لها وإرساله إلى إحدى المحطات الإذاعية، فقبلت إحدى المحطات ان تلتقي بلوريتا وسماع قصتها، وشغلوا اسطوانتها، ومع مرور الزمن غنت لوريتا في إحدى الحفلات الصغيرة فاعجب الجماهير بصوتها، وفي اثناء خروجها من إحدى الحفلات أتى رجل وهو زوج المغنية باتسي كلاين، حيث اخبرها ان باتسي تريد رؤيتها بعد تعرضها لحادث سيارة، وبعد خروج باتسي كلاين من المستشفى غنت لوريتا وباتسي في حفلة معا، ومع مرور الزمن وأصبحت للوريتا شعبية كبيرة، وأصبحت تغني في حفلات كبيرة ومهمة، أصبحت لوريتا تعاني من بعض الالم في الرأس، واشتاقت لزوجها دو وأطفالها، وفي إحدى الحفلات نسيت لوريتا الكثير من كلمات الاغنية، وبدا عليها التعب والإرهاق الشديدين، ولكن في العام 1971؛ غنت لوريتا الاغنية المشهورة بــ (ابنة عامل المنجم) ومن هنا انطلقت شهرة لوريتا لين إلى الفضاء.

### ترشيحات وجوائز
| السنة | الحدث | الفئة             | النتيجة |
| ----- | ----- | ----------------- | ------- |
|       |       | أوسكار أفضل ممثلة | فوز     |

## الميزانية والإيرادات
بلغت تكلفة إنتاج الفيلم حوالي 15 مليون دولار بينما حقق أرباحا تقدر بـ 67,182,787 دولار.

## وصلات خارجية
- مقالات تستعمل روابط فنية بلا صلة مع ويكي بيانات

1. ↑  "معلومات عن ابنة عامل المناجم (فيلم) على موقع sratim.co.il". sratim.co.il. مؤرشف من الأصل في 2019-12-10.
2. ↑  "معلومات عن ابنة عامل المناجم (فيلم) على موقع tv.com". tv.com. مؤرشف من الأصل في 2019-05-09.
3. ↑  "معلومات عن ابنة عامل المناجم (فيلم) على موقع allocine.fr". allocine.fr. مؤرشف من الأصل في 2018-10-29.